# Ghost (canción de Ella Henderson)
«Ghost» —en español: «Fantasma»— es el sencillo debut de la cantante y compositora británica Ella Henderson. Fue lanzado el 8 de junio de 2014, como el primer sencillo de su álbum debut, Chapter One (2014). Henderson coescribió la canción con sus productores, Ryan Tedder y Noel Zancanella.
El video musical fue filmado en Nueva Orleans, Luisiana en marzo de 2014. La canción entró en el número uno en la lista de singles del Reino Unido, así como también en Escocia e Irlanda. También ha alcanzado su punto máximo dentro de los diez primeros lugares en 12 países, entre ellos están  Australia, Austria, Alemania, Bélgica, Hungría, Nueva Zelanda, Sudáfrica, Suiza, Polonia, República Checa, Eslovaquia y Serbia. Desde su lanzamiento, se han vendido más de 750.000 copias en el Reino Unido y fue certificado como disco de platino. También fue el quinto sencillo más vendido de 2014 en el Reino Unido, sexto cuando se combina con datos de streaming.

## Antecedentes y composición

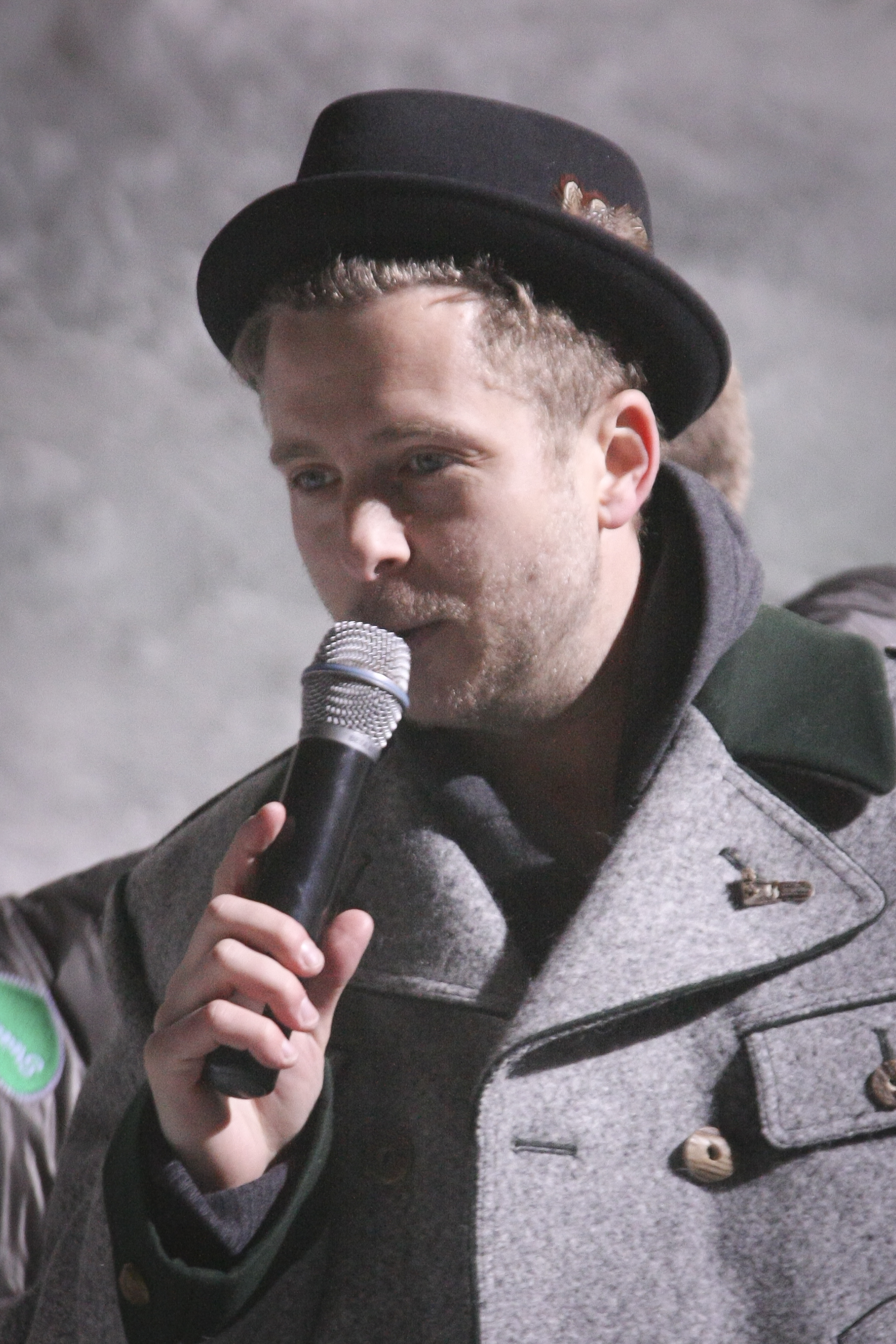
Ryan Tedder coescribió la canción.

El 18 de noviembre de 2012, Henderson terminó en la sexta posición en la novena temporada de The X Factor, a pesar de ser la favorita para ganar. El 15 de diciembre, mientras que fue entrevistada en Saturday Night Show en Irlanda, ella reveló que ella había firmado un contrato discográfico con Sony Music. El 22 de enero de 2013, Henderson confirmó que había firmado para el sello discográfico de Simon Cowell, Syco Music. En cuanto a su decisión de firmar con Syco, dijo Henderson, "la cosa más importante que yo estaba buscando era estar involucrada creativamente, y que el sello me presente con el mejor equipo para sacar lo mejor de mí. El hecho de Cowell es dejarme estar involucrada creativamente es arrollador".
"Ghost" fue coescrita por Henderson, el vocalista de OneRepublic, Ryan Tedder y el productor musical Noel Zancanella, también fue producida por Tedder y Zancanella. La canción fue grabada en el estudio de grabación de Ryan Tedder en Denver el 12 de enero de 2014, el mismo día que Henderson cumplió sus 18 años. En marzo de 2014, Henderson anunció que sería su primer sencillo, y fue puesto en libertad el 8 de junio de 2014. La canción recibió su debut airplay en Capital FM el 10 de mayo de 2014.

## Recepción de la crítica
Lewis Corner de Digital Spy le dio a la canción una crítica positiva, afirmando:

“El resultado final, primero "Ghost" sencillo de Ella, tendría el lanzamiento de un digno ganador, incluso aún alguien que fue víctima de la sorprendente eliminación [The X Factor]. "I keep going to the river to pray/ 'Cos I need something that can wash out the pain", Henderson profesa pisando con fuertes latidos "Americana-folk" y twings de guitarra, cayendo en algún lugar entre el corazón rootsy de Adele y la sensibilidad pop de Leona Lewis. Es oscuro, es inquietante y está lleno de dolor, pero lo más importante para preocupaciones de Ella, es un debut inolvidable" 

## Recibimiento comercial
"Ghost" fue un éxito comercial, entrando en el número uno en la lista de sencillos del Reino Unido el 15 de junio de 2014, vendiendo 132.000 copias en su primera semana a la venta. La canción permaneció número uno en el Reino Unido por segunda semana consecutiva, superando a 5 Seconds of Summer con "Don't Stop". El sencillo ha sido certificado como platino por la British Phonographic Industry (BPI) por vender más de 600.000 copias en el Reino Unido. En Irlanda, la canción debutó en la cima de la lista Irish Singles Chart superando a Stay With Me de Sam Smith. En Escocia, la canción alcanzó la cima en la lista Scottish Singles Chart, estuvo en la cima durante dos semanas no consecutivas.
También ha alcanzado su punto máximo dentro de los diez primeros lugares en 12 países, entre ellos están Australia, Alemania, Bélgica, Nueva Zelanda, Sudáfrica, Suiza, Polonia, Serbia, etc.
"Ghost" debutó en el número 75 en el conteo estadounidense Billboard Hot 100. En la semana que terminó el 24 de enero de 2015, la canción saltó del número 41 al número 28. En la semana siguiente saltó a la posición número 22 y se levantó desde el número 14 al número 10 en la lista Digital Songs, convirtiéndose en su primer top 10. Hasta el 31 de enero de 2015, la canción ha sido certificada platino por la Recording Industry Association of America (RIAA), por vender más de 1.000.000 de copias en los Estados Unidos. La canción alcanzó el número 15 en Pop Songs.

## Video musical

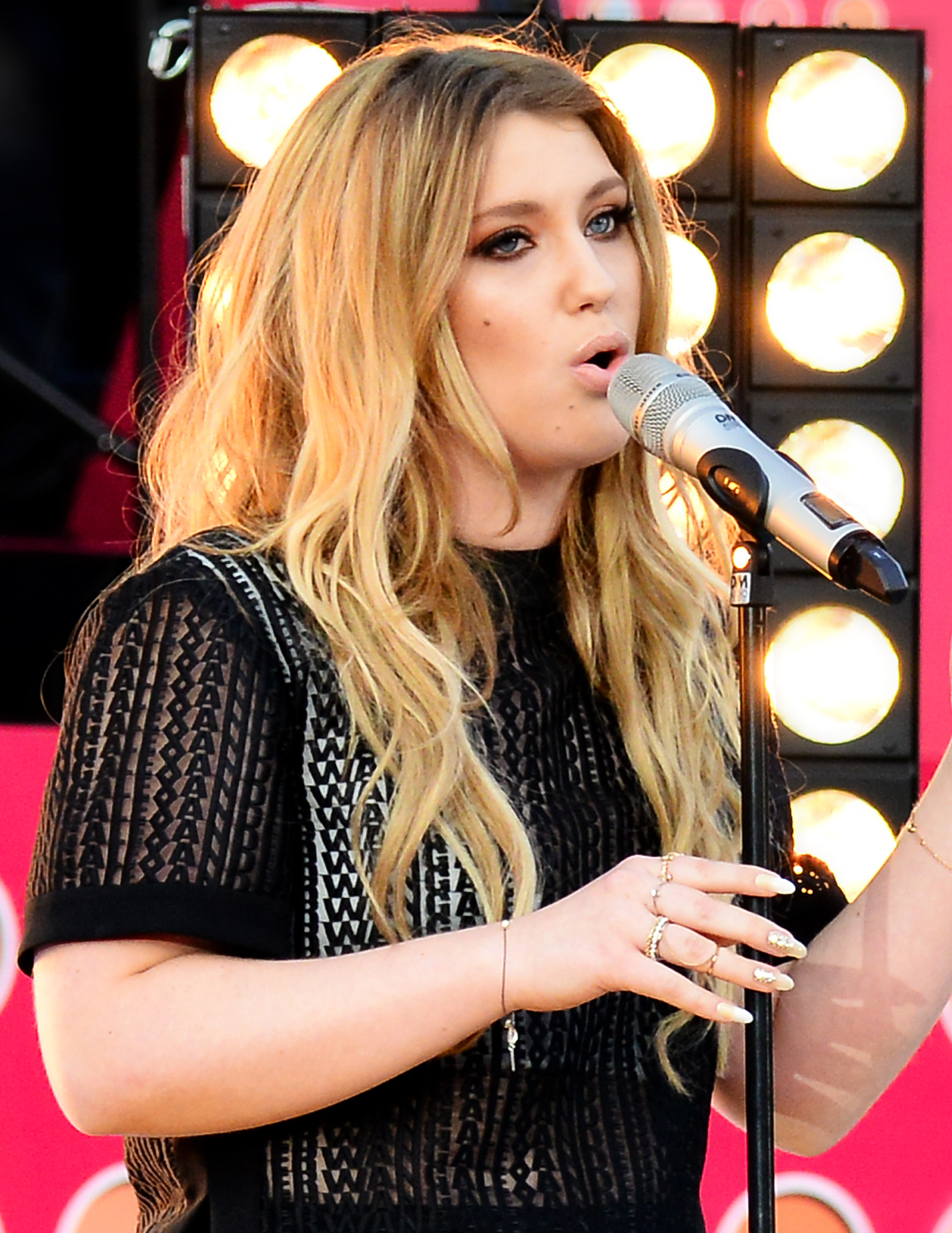
Henderson durante el Sommarkrysset Sweden en 2014

El vídeo musical para acompañar el lanzamiento de "Ghost", fue lanzado en YouTube el 22 de abril de 2014. El vídeo musical fue filmado en Nueva Orleans, Luisiana, el 10 de marzo de 2014. El video muestra a Henderson realizar la canción en un motel iluminado de rojo. Hasta enero de 2015 el video musical había logrado más de 40 millones de visitas en el sitio web YouTube.
Otro video fue lanzado para el remix de Switch de la canción el 14 de abril de 2014. Este video, dirigido por Jem Talbot, cuenta una joven mujer (interpretado por Samara Zwain) que se encuentra en un estudio de una casa vacía recordando una relación.

## Actuaciones en directo
El 26 de mayo de 2014, Henderson realizó "Ghost" por primera vez en la primera semifinal en vivo de la octava temporada de Britain's Got Talent del Reino Unido. Ella también se realizó una versión acústica para 4Music. Henderson también interpretó la canción en Capital Summertime Ball el 22 de junio. Henderson hizo su debut en la televisión estadounidense el 6 de agosto mientras se realizó "Ghost" en el programa matutino de noticias y entrevistas Good Morning America. Más tarde hizo su debut en la televisión australiana cuando cantó la canción en la sexta temporada de The X Factor Australia el 18 de agosto de 2014.
Asimismo la canción se ha realizado en The Ellen DeGeneres Show, y en The Voice de Estados Unidos y Alemania. La canción fue cubierta en tres ocasiones por los concursantes en su programa de origen, The X Factor, en su undécima temporada, en primer lugar por Only the Young (banda) en las casas de los jueces, al lado de Paul Akister en la primera actuación en directo de un concursante en esa serie y luego por Andrea Faustini, que cantó la canción a dueto con Henderson en la ronda final.

## Posicionamiento en listas
| Lista (2014)                                 | Mejor posición |
| -------------------------------------------- | -------------- |
| Alemania (Media Control AG)                  | 3              |
| Australia (ARIA)                             | 3              |
| Austria (Ö3 Austria Top 40)                  | 2              |
| Bélgica (Flandes) (Ultratop 50)              | 28             |
| Canadá (Canadian Hot 100)                    | 13             |
| República Checa (Rádio Top 100)              | 8              |
| Dinamarca (Tracklisten)                      | 15             |
| Europa (European Hot 100)                    | 1              |
| Estados Unidos Billboard Hot 100             | 21             |
| Estados Unidos Digital Songs (Billboard)     | 10             |
| Estados Unidos Pop Songs (Billboard)         | 11             |
| Estados Unidos Radio Songs (Billboard)       | 15             |
| Estados Unidos Heatseekers Songs (Billboard) | 6              |
| Estados Unidos Adult Pop Songs (Billboard)   | 6              |
| Finlandia (OFC)                              | 20             |
| Hungría (Rádiós Top 40)                      | 3              |
| Hungría (Single Top 40)                      | 6              |
| Islandia (Tonlist)                           | 16             |
| Irlanda (IRMA)                               | 1              |
| Países Bajos (Dutch Top 40)                  | 37             |
| Países Bajos (Mega Single Top 100)           | 32             |
| Nueva Zelanda (Recorded Music NZ)            | 4              |
| Polonia (Polish Airplay Top 100)             | 8              |
| Escocia (Scottish Singles Sales Chart)       | 1              |
| Serbia (IFPI)                                | 3              |
| Eslovaquia (Rádio Top 100)                   | 3              |
| Eslovaquia (Singles Digitál Top 100)         | 13             |
| Sudáfrica (EMA)                              | 8              |
| Suecia (Sverigetopplistan)                   | 11             |
| Suiza (Schweizer Hitparade)                  | 10             |
| Reino Unido (UK Singles Chart)               | 1              |
| México (Monitor Latino - Inglés)             | 20             |

### Certificaciones
| País           | Organismo certificador | Certificación | Ventas certificadas | Ref.   |
| -------------- | ---------------------- | ------------- | ------------------- | ------ |
| Alemania       | BVMI                   | Oro           | 200 000             | [ 51 ] |
| Australia      | ARIA                   | 2× Platino    | 140 000             | [ 52 ] |
| Nueva Zelanda  | RMNZ                   | Platino       | 15 000              | [ 53 ] |
| Reino Unido    | BPI                    | Platino       | 757 000             | [ 54 ] |
| Estados Unidos | RIAA                   | Platino       | 1 000               | [ 55 ] |
| Suecia         | IFPI Suecia            | Oro           | 20 000              | [ 56 ] |
| Suiza          | IFPI Suiza             | Oro           | 15 000              | [ 57 ] |

#### Sucesión en listas
| Anterior: «Stay with Me» de Sam Smith                              | Irish Singles Chart — Sencillo Nro 1 12 de junio de 2014 — 19 de junio de 2014                                               | Siguiente: «Don't Stop» de 5 Seconds of Summer                                            |
| Anterior: «Sing» de Ed Sheeran «Don't Stop» de 5 Seconds of Summer | Scottish Singles Top 40 — Sencillo Nro 1 21 de junio de 2014 — 28 de junio de 2014 05 de julio de 2014 — 12 de julio de 2014 | Siguiente: «Don't Stop» de 5 Seconds of Summer «Problem» de Ariana Grande con Iggy Azalea |
| Anterior: «Sing» de Ed Sheeran                                     | UK Singles Chart — Sencillo Nro 1 21 de junio de 2014 — 05 de julio de 2014                                                  | Siguiente: «Gecko (Overdrive)» de Oliver Heldens con Becky Hill                           |